# DDR-Straßen-Radmeisterschaften 1965
Die Straßen-Radmeisterschaften in der DDR 1965 wurden zur Ermittlung der Meister im Straßeneinzelrennen der Männer und Frauen sowie im 100-km-Mannschaftszeitfahren ausgetragen. Meister der Saison 1965 wurden Siegfried Huster vom SC Karl-Marx-Stadt, Elisabeth Eichholz vom SC Leipzig und der ASK Vorwärts Leipzig.

## Männer-Einzel
Zum Einzelstraßenrennen der Männer traten am 15. August 1965 in Zeitz 81 Aktive an. 35 Fahrer waren vom DDR-Radsportverband nominiert worden, der Rest des Feldes war von den Bezirksfachverbänden entsandt worden, unter ihnen der jeweilige Bezirksmeister. Zu bewältigen waren 173 Kilometer auf einem 17,3 Kilometer langen Rundkurs mit Start und Ziel in Zeitz. Die Schwierigkeiten der Strecke bestanden in den zahlreichen Kopfsteinpflasterstraßen und einem steilen Anstieg kurz vor der Ziellinie. Bereits nach der zweiten Runde bildete sich eine erste vierköpfige Ausreißergruppe, die jedoch den weiteren Rennverlauf nicht beeinflussen konnte. Nach der siebten Runde war die Vier ausgeschieden. Zu diesem Zeitpunkt fuhr das nur noch aus 50 Aktiven bestehende Fahrerfeld wieder geschlossen, nachdem es zuvor immer wieder einzelne Vorstöße gegeben hatte. Am Ende der achten Runde gelang es erneut vier Fahrern, sich vom Peloton zu lösen. Als die Zuschauer schon sicher waren, dass die Vier den Sieg unter sich ausmachen würden, stürmte eingangs der letzten Runde der Karl-Marx-Städter Vorjahresdritte Siegfried Huster heran, überspurtete das Quartett und siegte mit 17 Sekunden Vorsprung vor dem Ost-Berliner Hans-Dieter Taufmann. 
|      | Fahrer                | Mannschaft           | Zeit              |
| ---- | --------------------- | -------------------- | ----------------- |
| 01.  | Siegfried Huster      | SC Karl-Marx-Stadt   | 4:23:31 h         |
| 02.  | Hans-Dieter Taufmann  | SC Dynamo Berlin     | + 0:17 min        |
| 03.  | Dieter Mickein        | SC DHfK Leipzig      | + 0:17 min        |
| 04.  | Karl-Heinz Kazmierzak | ASK Vorwärts Leipzig | + 0:17 min        |
| 05.  | Bernhard Eckstein     | SC DHfK Leipzig      | + 0:30 min        |
| 06.  | Kurt Müller           | SC Dynamo Berlin     | alle gleiche Zeit |
| 07.  | Rüdiger Tanneberger   | SC Karl-Marx-Stadt   | alle gleiche Zeit |
| 08.  | Günter Hoffmann       | ASK Vorwärts Leipzig | alle gleiche Zeit |
| 09.  | Klaus Ampler          | SC DHfK Leipzig      | alle gleiche Zeit |
| 10.  | Lothar Borschel       | SC DHfK Leipzig      | alle gleiche Zeit |
| 0... |                       |                      |                   |

## Frauen-Einzel
Auf demselben Kurs wie die Männer, aber nur mit drei Runden bei insgesamt 51,9 Kilometern entschied die Leipziger Titelverteidigerin Elisabeth Eichholz die Meisterschaft der Frauen für sich. Nach einem verbummelten Rennen hatte sie genug Kraft gesammelt, um im Endspurt die beiden Berlinerinnen Karla Günther und Hannelore Mattig hinter sich zu lassen. 
|      | Fahrerin           | Mannschaft         | Zeit              |
| ---- | ------------------ | ------------------ | ----------------- |
| 01.  | Elisabeth Eichholz | SC Leipzig         | 1:41:43 h         |
| 02.  | Karla Günther      | TSC Berlin         | + 0:10 min        |
| 03.  | Hannelore Mattig   | TSC Berlin         | alle gleiche Zeit |
| 04.  | Israel             | SC Karl-Marx-Stadt | alle gleiche Zeit |
| 05.  | Jutta Jänicke      | TSC Berlin         | alle gleiche Zeit |
| 0... |                    |                    |                   |

## 100-km-Mannschaftszeitfahren
Die Entscheidung im Mannschaftszeitfahren fiel am 25. Juli 1965 auf der traditionellen Zeitfahrstrecke von Lübben (Spreewald) nach Peitz und zurück. Als Favoriten waren im Vorfeld die Vierermannschaften des SC DHfK Leipzig und des vierfachen Titelträgers SC Dynamo Berlin genannt worden. Es herrschte günstiges Rennwetter, das lediglich durch leichten Gegenwind beeinträchtigt war. Die favorisierten Berliner hatten schon am Start das Handicap zu tragen, dass ihr erkälteter Stammfahrer Eberhard Butzke durch Hans-Dieter Taufmann ersetzt werden musste, und nach nur neun Kilometern mussten die Berliner eine Reifenpanne von Lothar Appler verkraften. Überraschend profitierte davon nicht der DHfK-Vierer, sondern die Mannschaft des ASK Vorwärts Leipzig, die bereits bei Kilometer 25 mit 25 Sekunden vor dem SC Dynamo und der DHfK in Front lag. Am Wendepunkt in Peitz hatten die ASK-Fahrer bereits einen Vorsprung von 47 Sekunden, nun vor der DHfK. Der SC Dynamo war durch einen erneuten Reifenschaden, nun bei Kurt Müller, auf den dritten Platz zurückgefallen. Die Vier ließen sich jedoch nicht entmutigen und kämpften verbissen um die erneute Titelverteidigung. Der Vorsprung der ASK-Mannschaft war aber groß genug, sodass Günter Hoffmann, Lothar Höhne, Klaus Kellermann und Lingner ihn schließlich mit elf Sekunden vor dem SC Dynamo retten konnten. 
|     | Mannschaft               | Zeit          |
| --- | ------------------------ | ------------- |
| 01. | ASK Vorwärts Leipzig I   | 2:12:08,9 h   |
| 02. | SC Dynamo Berlin I       | + 11,2 s      |
| 03. | SC DHfK Leipzig I        | + 16,3 s      |
| 04. | SC Karl-Marx-Stadt I     | + 2:40,4 min  |
| 05. | SC Karl-Marx-Stadt II    | + 6:17,1 min  |
| 06. | SC Dynamo Berlin II      | + 6:46,9 min  |
| 07. | ASK Vorwärts Leipzig II  | + 8:01,1 min  |
| 08. | BSG Einheit Berliner Bär | + 8:12,1 min  |
| 09. | SC DHfK Leipzig II       | + 11:02,9 min |
| 10. | SG Dynamo Dresden Nord   | + 11:10,9 min |